# Apodemia virgulti
Apodemia virgulti är en fjärilsart som beskrevs av Hans Hermann Behr 1865. Apodemia virgulti ingår i släktet Apodemia och familjen Riodinidae. Inga underarter finns listade i Catalogue of Life.

## Bildgalleri

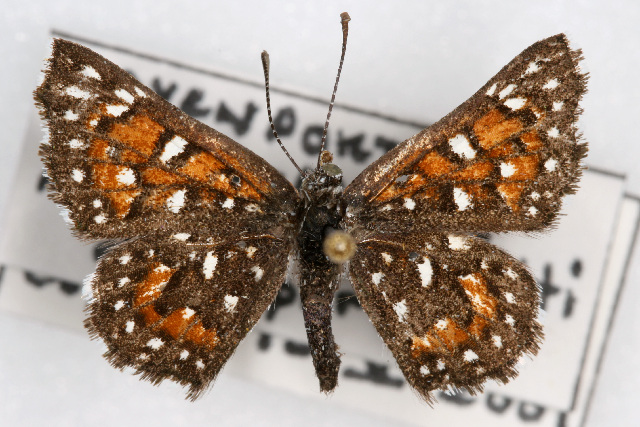
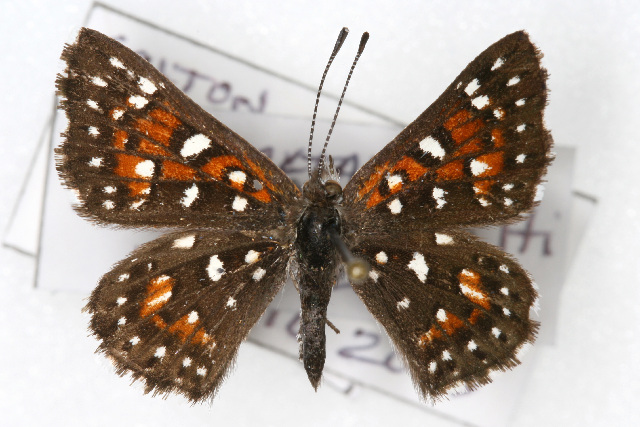
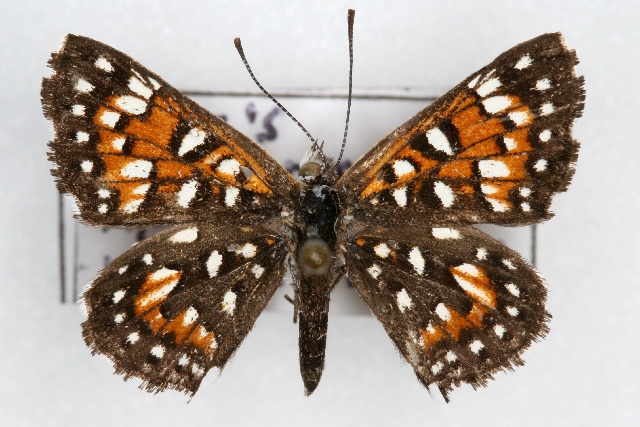